# Râpa Lechința
Râpa Lechința este un sit de importanță comunitară (SCI) desemnat în scopul protejării biodiversității și menținerii într-o stare de conservare favorabilă a florei spontane și faunei sălbatice, precum și a habitatelor naturale de interes comunitar aflate în arealul zonei protejate. Acesta este situat în centrul Transilvaniei, pe teritoriul județului Mureș.

## Localizare
Aria naturală se află în partea vestică a județului Mureș, pe teritoriul administrativ al orașului Iernut (în sud-estul satului Lechința) și pe cel al comunei Cuci,  în apropierea drumului național DN15, care leagă municipiul Târgu Mureș de orașul Luduș.

## Descriere
Zona a fost declarată sit de importanță comunitară prin Ordinul Ministerului Mediului și Dezvoltării Durabile Nr.1964 din 13 decembrie 2007 (privind instituirea regimului de arie naturală protejată a siturilor de importanță comunitară, ca parte integrantă a rețelei ecologice europene Natura 2000 în România) și se întinde pe o suprafață de 323,6 hectare.
Situl reprezintă o zonă de câmpie aflată pe malul estic al Mureșului (râuri, lacuri, pajiști, pășuni, păduri de foioase și terenuri arabile cultivate) încadrată în bioregiune continentală; ce conservă habitate naturale de tip: Pajiști stepice subpanonice care adăpostesc plante xerofile cu specii de colilie (Stipa stenophyla) și păiuș (Festuca valesiaca) și protejază faună de amfibieni și reptile, pești și fluturi.

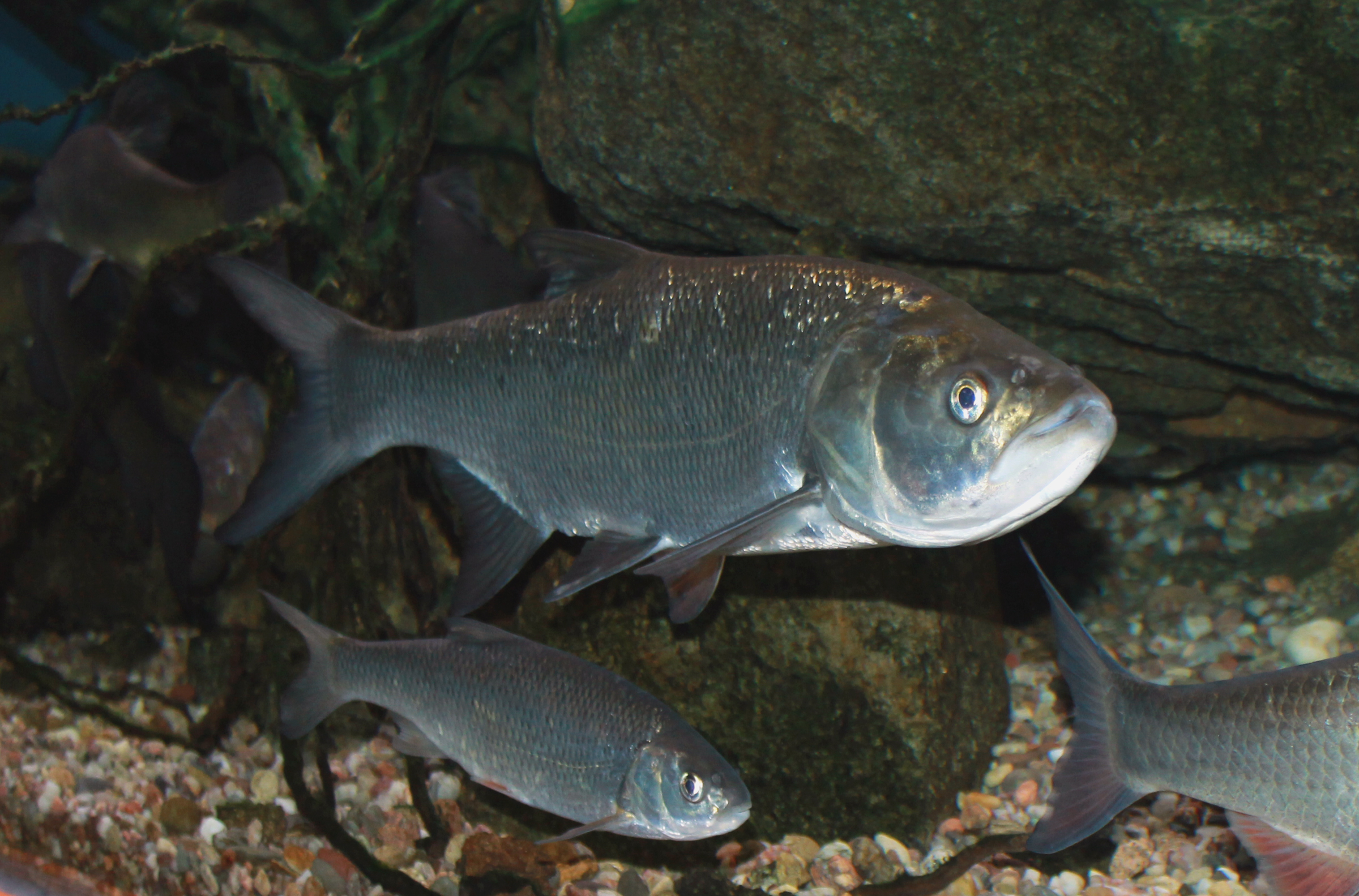
Avat (Aspius aspius), specie de pește aflată pe lista roșie a IUCN (categoria LC)

La baza desemnării sitului se află câteva specii faunistice enumerate în anexa I-a a Directivei Consiliului European 92/43/CE din 21 mai 1992 (privind conservarea habitatelor naturale și a speciilor de faună și floră sălbatică), printre care reptile și amfibieni cu specii de:
broască țestoasă de baltă (Emys orbicularis), buhai de baltă cu burta roșie (Bombina bombina, specie considerată ca vulnerabilă și aflată pe lista roșie a IUCN); și pești: avat (Aspius aspius), porcușor-de-nisip (Gobio albipinnatus),  petroc (Gobio kessleri) sau boarță (Rhodeus sericeus amarus). În arealul sitului este semnalată și prezența unui lepidopter, un fluture din specia Cucullia mixta.

## Căi de acces
- Drumul național DN15 pe ruta: Târgu Mureș -  Ungheni - Ogra - Cipău - Iernut - drumul județean DJ152A spre Lechința.

## Monumente și atracții turistice
În vecinătatea sitului se află numeroase obiective de interes istoric, cultural și turistic; astfel:

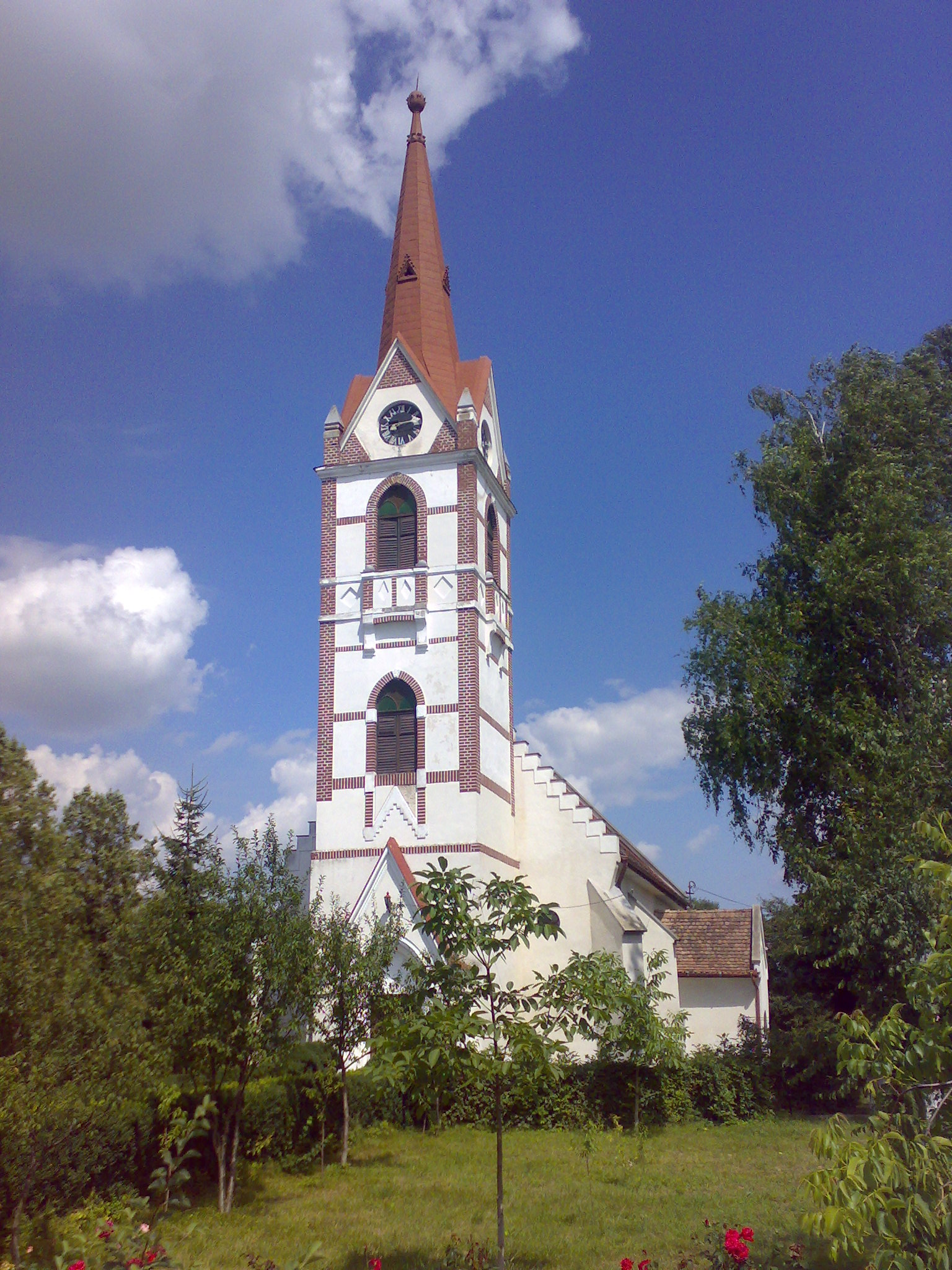
Biserica reformată din Iernut

- Biserica de lemn din Sfântu Gheorghe, Mureș, construcție secolul al XIX-lea, monument istoric.
- Biserica reformată din Cipău, construcție secolul al XV-lea, monument istoric.
- Ansamblul bisericii de lemn din Deag (Biserica de lemn "Sf. Arhangheli" și turnul-clopotniță), construcție 1765, monument istoric.
- Biserica reformată din Iernut, construcție sec. XV - XIX, monument istoric.
- Castelul Kornis-Rakoczy-Bethlen din Iernut, construcție secolul al XVII-lea, monument istoric.
- Monumentul eroilor români căzuți în cel de-al doilea război mondial de la Oarba de Mureș, construcție 1950 - 1975, monument istoric.
- Situl arheologic "Săliște" de la Lechința (Epoca romană, Epoca bronzului, Cultura Wietenberg, Latène, Cultura geto - dacică, Perioada de tranziție la epoca bronzului, Cultura Coțofeni, Hallstatt, Cultura Basarabi).
- Situl arheologic "Gârlă" de la Cipău (Hallstatt, Neolitic timpuriu, Cultura Starčevo - Criș, Perioada de tranziție la epoca bronzului, Cultura Coțofeni).
- Situl Natura 2000 Eleșteele Iernut – Cipău  (arie de protecție specială avifaunistică - SPA).